# ۲۷ جمادی‌الاول
۲۷ جمادی‌الاول، بیست و هفتمین روز از ماه جمادی‌الاول در تقویم هجری قمری است.
در تقویم هجری قمری قراردادی این روز صد و چهل و پنجمین روز سال است.

## درگذشتگان
- درگذشت عبدالمطلب پدربزرگ محمد، پیامبر اسلام.[۱]